# توماس مدسن-میگدال
توماس مدسن-میگدال (انگلیسی: Thomas Madsen-Mygdal؛ ۲۴ دسامبر ۱۸۷۶ – ۲۳ فوریهٔ ۱۹۴۳) یک سیاست‌مدار اهل دانمارک بود.